# 金田城
金田城（かねだじょう/かなたのき/かねたのき）は、長崎県対馬市美津島町黒瀬（対馬国下県郡）にあった日本の古代山城（分類は朝鮮式山城）。城跡は国の特別史跡に指定されている。

## 概要
対馬島中央部、浅茅湾西側の外浅茅の南縁の城山（じょうやま、標高276メートル）の山上に築城された古代山城である。飛鳥時代の天智天皇6年（667年）に築城された朝鮮式山城で、西日本各地に築城された一連の古代山城のうちでは朝鮮半島への最前線に位置する。近世期までに城の所在は失われていたが、1922年（大正11年）・1948年（昭和23年）の調査で比定が確定され、1985年度（昭和60年度）以降に発掘調査が実施されている。
城は城山の急峻な自然地形を利用して築造されており、城山の東斜面において城壁とともに城門・水門・掘立柱建物跡の構築が認められる。特に城壁としては約2.8キロメートルにもおよぶ石塁が全周し、他の古代山城が土塁を主とするのとは性格を異にする。また掘立柱建物跡の遺構から防人の居住が示唆されるほか、出土品の様相からは奈良時代までの廃城化が推測される。古代の対朝鮮半島の最前線としての重要性、また遺構の良好な遺存状況と合わせて、文献上では知られない当時の防人配備の実情を考察するうえでも重要視される遺跡になる。
城跡域は1982年（昭和57年）に国の特別史跡に指定されている。

## 歴史

### 古代
| 年月                 | 年月 | 出来事                                    |
| -------------------- | ---- | ----------------------------------------- |
| 天智天皇2年（663年） | 8月  | 白村江の戦い                              |
| 天智天皇3年（664年） |      | 対馬・壱岐・筑紫等に防人・烽設置 水城築造 |
| 天智天皇4年（665年） | 8月  | 長門城・大野城・椽城築造                  |
| 天智天皇6年（667年） | 3月  | 近江大津宮遷都                            |
| 天智天皇6年（667年） | 11月 | 高安城・屋嶋城・金田城築造                |

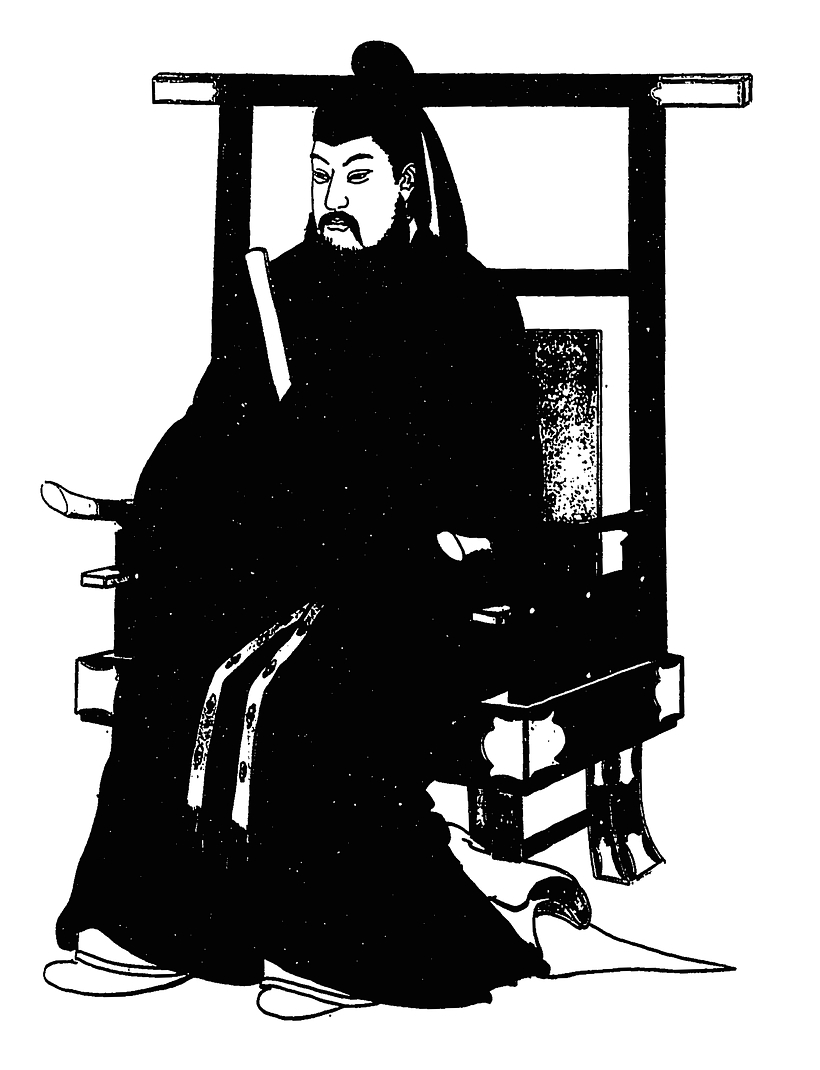
天智天皇肖像

文献上では『日本書紀』天智天皇6年（667年）条において「築倭国高安城。讃吉国山田郡屋島城。対馬国金田城」として、同年に高安城・屋島城ともに金田城が築城されたと見える。
『日本書紀』によれば、天智天皇2年（663年）の白村江の戦いで倭軍が唐・新羅連合軍に敗北したのち、天智天皇3年（664年）に大宰府の防備を固めるために対馬島・壱岐島・筑紫国等に防人・烽が設置されるとともに筑紫に水城が築造された。次いで天智天皇4年（665年）に答㶱春初の指導で長門国に城が、憶礼福留・四比福夫の指導で筑紫国に大野城・椽城が築造されたのち、前述の天智天皇6年（667年）に高安城・屋島城・金田城の築造に至っている。以上から、白村江の戦いの敗北を受けて防衛態勢が整備され、その一環の対朝鮮半島への最前線として金田城が築城されたことが知られる。
城域での発掘調査によれば、7世紀中頃に築城されたのち、7世紀末頃に修築、8世紀初頭以後には廃城化したと推測される。文献上では奈良時代にも壱岐国・対馬国に防人が配置されたことが知られるが、上記の事実から同時期の金田城には防人が駐屯していなかったことが示唆される。その後の経緯は詳らかでない。

### 中世
中世期には、嘉吉元年（1441年）・享徳2年（1453年）に城山の木の伐採を禁じた文書が見える。特に前者では黒瀬の平左衛門尉に対して命じられているが、この平左衛門尉こと平山氏は俗に城山の番人と称されたという。

### 近世
近世期には、所在不明の金田城について対馬市厳原町佐須の金田原に比定する説が有力であった。これに対して、対馬藩の儒学者の陶山訥庵は『津島紀略』において城山説（現在地）を挙げている。なお佐須説については現在までに遺構の存在は知られていない。
また『津島紀略』では、天智紀山城とする説のほかに神功皇后の新羅征伐時の城とする説も挙げる。類似の説として藤斎延の『本州武備談』、藤定房（藤斎延の子）の『本州編年略』、藤仲郷（藤斎延の孫）の『武本談』、『津島紀事』では仲哀天皇の築城とする説を挙げている。『楽郊紀聞』では、黒瀬村城山に木戸が3箇所ある旨、三ノ木戸辺りの石垣が巨石である旨、平山伝吉が城山預役である旨が見える。

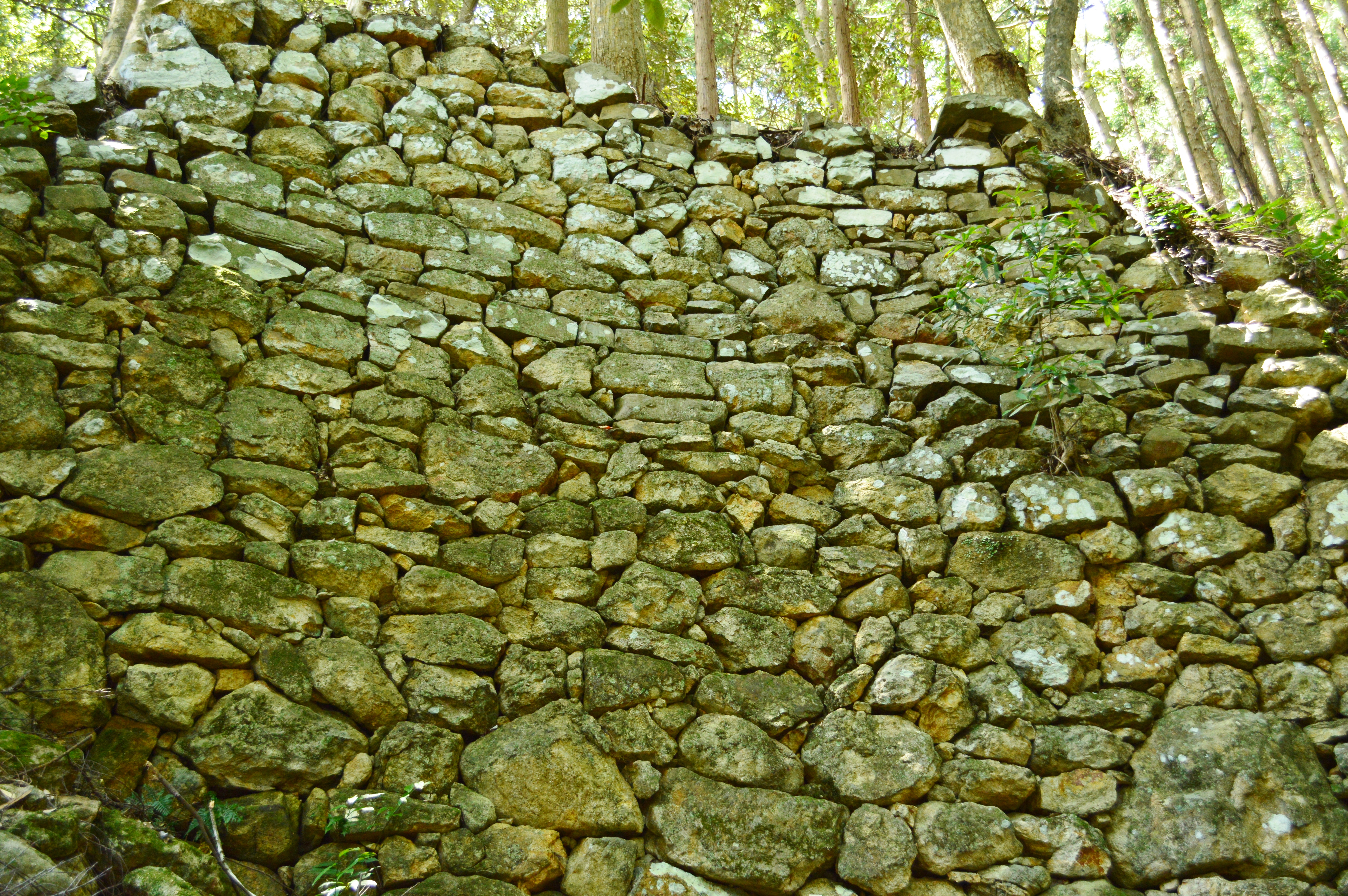
一ノ城戸の石塁上半と下半で石垣構造が異なり、寛政期の修築可能性が指摘される。

江戸時代後期には対馬近海に外国船が出没するようになり、対馬藩は寛政4年（1792年）に沿海地図を作成するとともに要所に遠見番所を設置し、寛政10年（1798年）に『海辺御備覚』を作成している。『海辺御備覚』には城山・貝鮒の陣構えが明記されており、この頃に金田城の修築がなされたと見られる。

### 近代以降
近代以降については次の通り。
- 1901年（明治34年）、明治政府により城山上に城山砲台・城山付属堡塁の構築。金田城遺構を一部破壊[3]。
- 1922年（大正11年）、後藤守一による調査（1922年の『対馬瞥見録』で報告）[3]。
- 1948年（昭和23年）、東亜考古学会による調査。金田城に比定する説が確定的（1953年の『対馬』で報告）[3]。
- 1962年（昭和37年）11月8日、「対馬城山」の名称で長崎県指定史跡に指定[6]。
- 1982年（昭和57年）3月23日、国の特別史跡に指定[2]。
- 1985年度（昭和60年度）以降、発掘調査・史跡整備（旧美津島町教育委員会）[1]。
- 1993-2018年度（平成5-30年度）、第1期整備事業（旧美津島町教育委員会のち対馬市教育委員会）[3][9]。
  - 2000年（平成12年）、報告書『金田城跡』の刊行：1993-1998年度（平成5-10年度）分[6]。
  - 2003年（平成15年）、報告書『金田城跡II』の刊行：1999-2001年度（平成11-13年度）分[10]。
  - 2008年（平成20年）、報告書『金田城跡III』の刊行。
  - 2011年（平成23年）、報告書『金田城跡IV』の刊行。
- 2012年度（平成24年度）、長崎県対馬市で第3回古代山城サミットの開催。
- 2017年（平成29年）4月6日、続日本100名城（186番）に選定。

## 遺構
| 左：城山の山容右：城山山頂から浅茅湾・朝鮮半島方向を望む  |  | 左：城山の山容右：城山山頂から浅茅湾・朝鮮半島方向を望む |
| 左：城山の山容 右：城山山頂から浅茅湾・朝鮮半島方向を望む |  |                                                          |

金田城の所在する城山は、白嶽（標高519メートル）から北へ延びる白岳石英片岩の岩脈から形成される。城山の三方は海に囲まれ、陸続きの南西側も急峻な地形をなす。また山上から北西方向には朝鮮半島が眺望可能であるため、守りやすく見張りにも適した立地になる。
城は城山の東斜面に構築され、谷を取り込むように石塁を構築した「包谷式山城」になる。北側から西側にかけては城山の断崖を利用する。城域面積は約22ヘクタール（0.22平方キロメートル）を測る。なお史跡指定範囲は半島全域におよび、約240ヘクタール（2.4平方キロメートル）を測る。

### 城壁

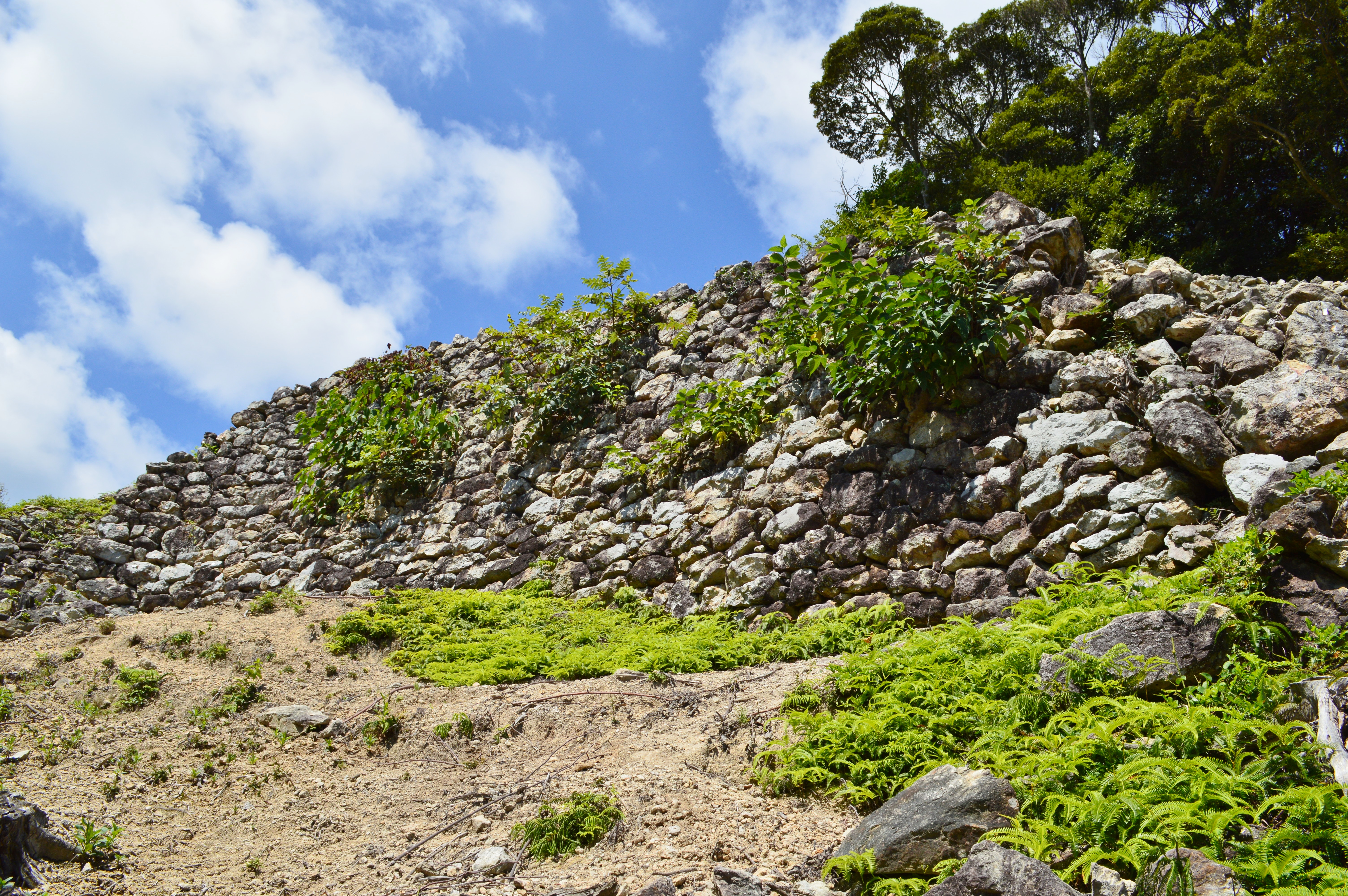
東南角石塁石塁が良好に遺存し、隅部（画像左端）で石塁が張り出す（2017年時点では崩落）。

城壁としては石塁の構築が認められており、石塁の総延長は約2.8キロメートルにもおよぶ。多くの古代山城が土塁を主とするのに対して、城壁のほぼ全てが石塁で構築されている点で特色を示す。石塁は低い箇所で2-3メートル、高い箇所で4-5メートル、谷部で6メートルを測る。土塁は1ヶ所数百メートルでのみ確認されている。
また一ノ城戸北部・一ノ城戸南東部・城域南端（東南角石塁、北緯34度17分56.12秒 東経129度16分41.87秒）では、石塁の張り出しが認められる。この張り出しは防御機能を高めた技術で、朝鮮半島では「雉（ち）」・「雉城（ちじょう）」と呼ばれる。類例は鬼ノ城（岡山県総社市）の角楼でも知られる。

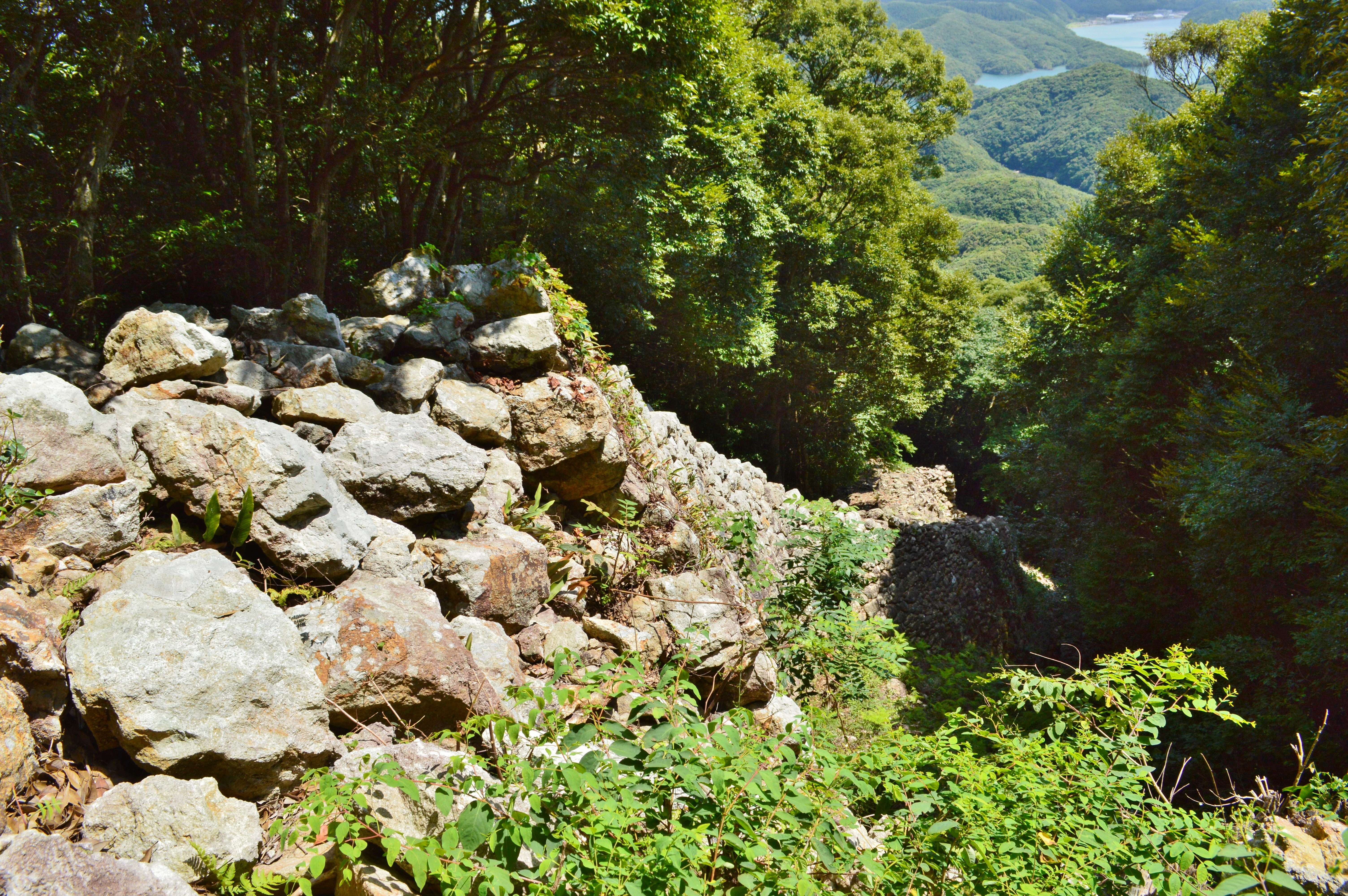
南西部石塁
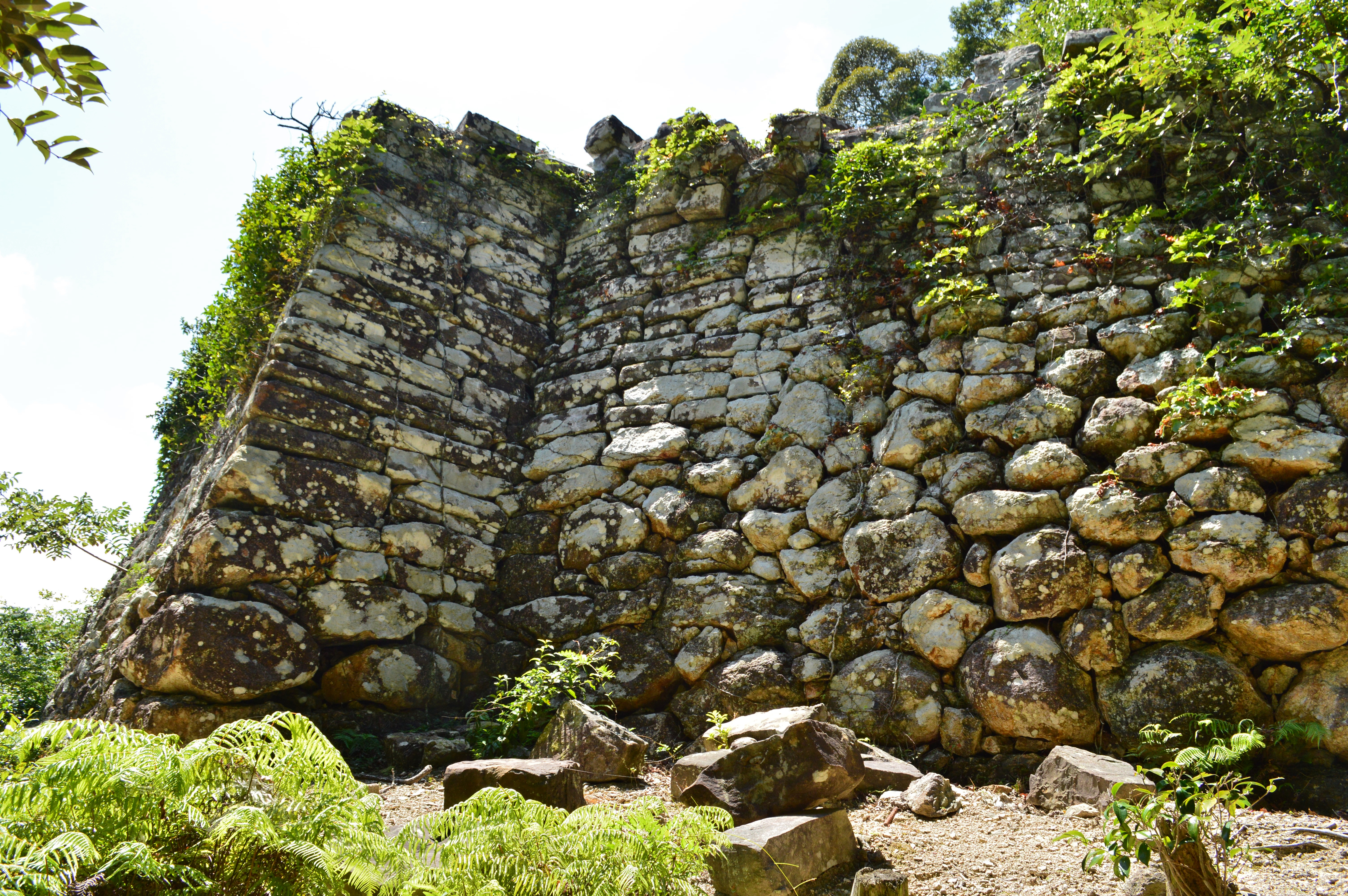
一ノ城戸南部の石塁張り出し

### 城門・水門

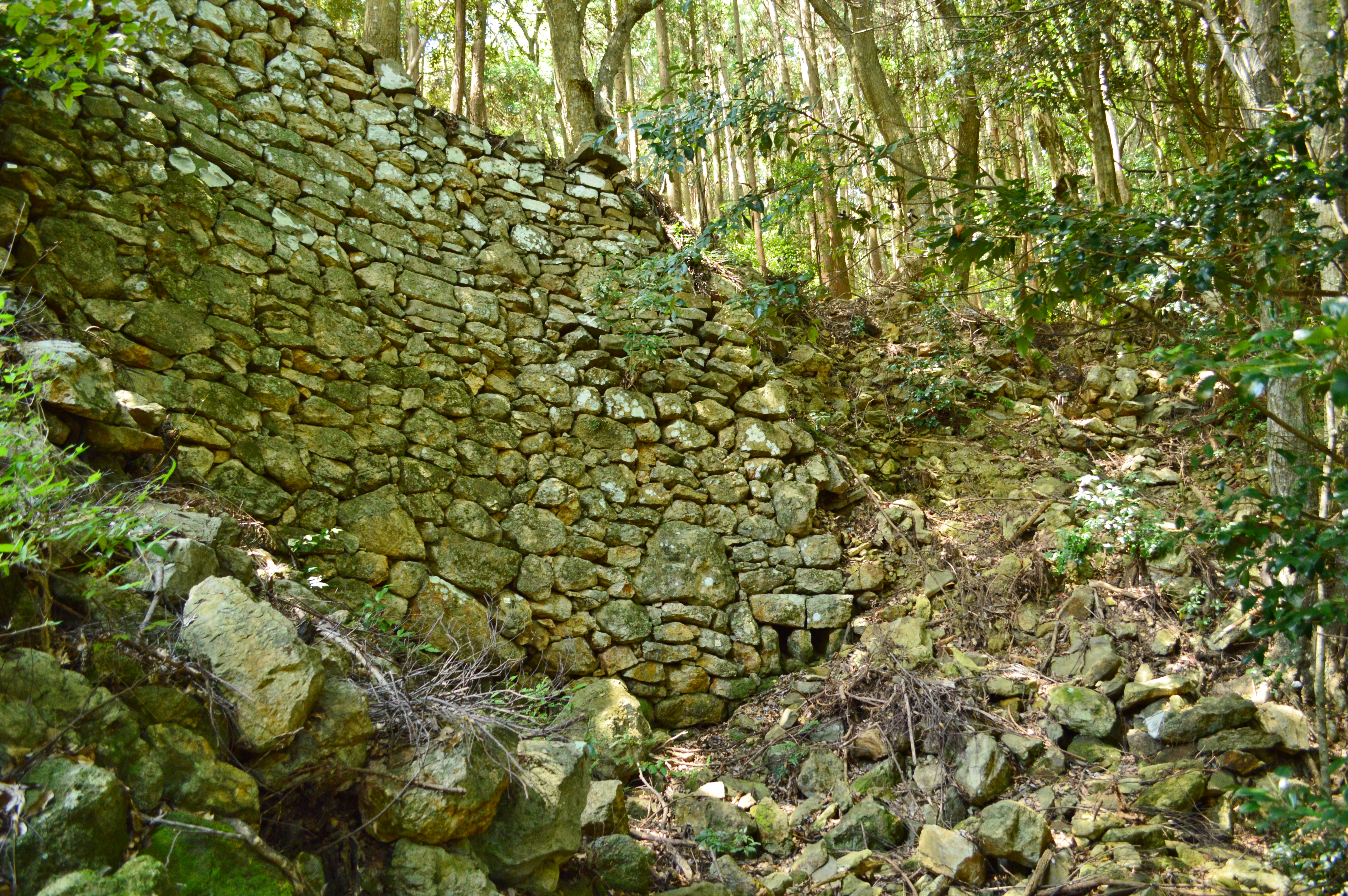
一ノ城戸下部に水門が開く。

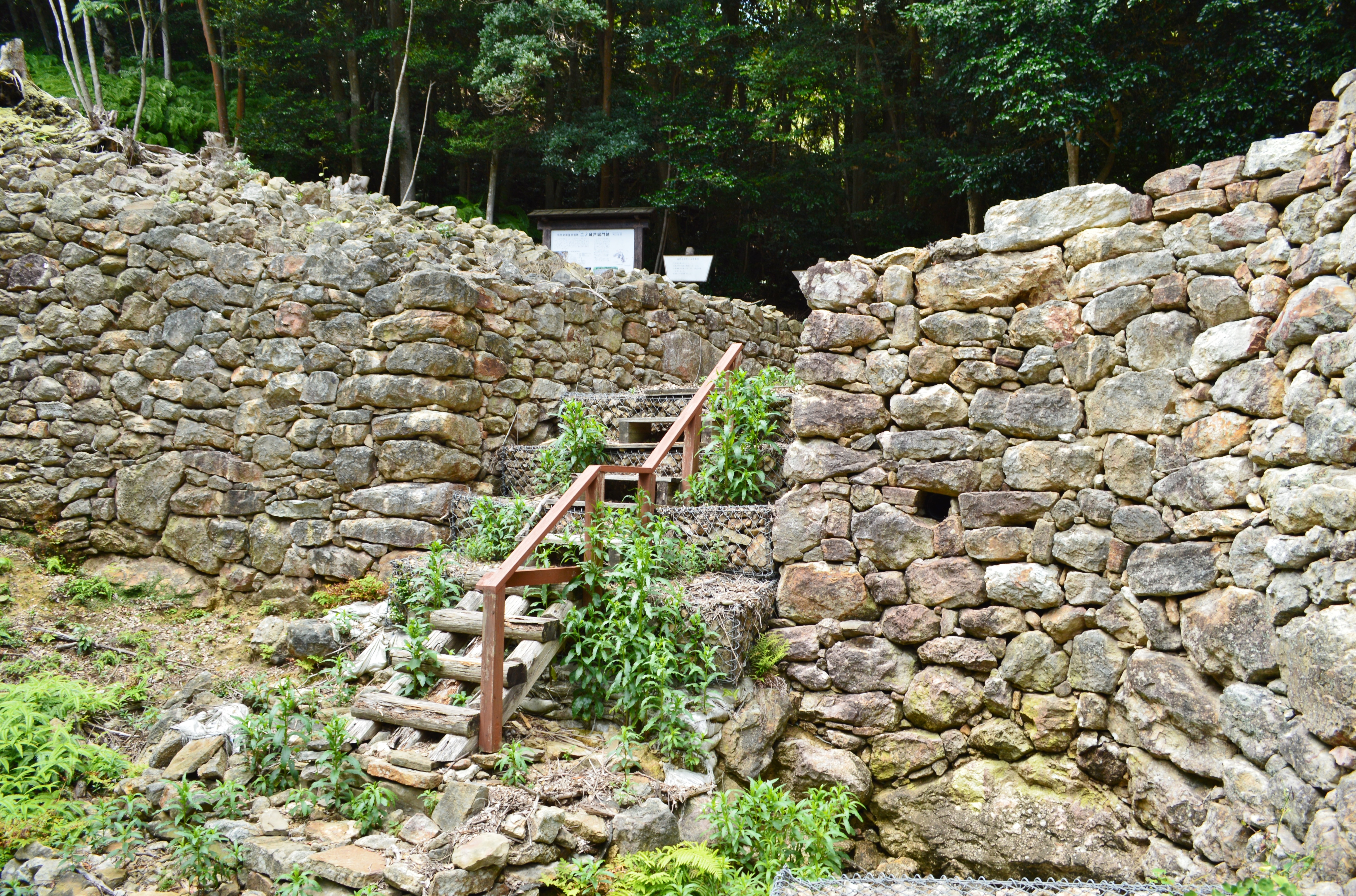
二ノ城戸中央に城門が開く。復元整備済。

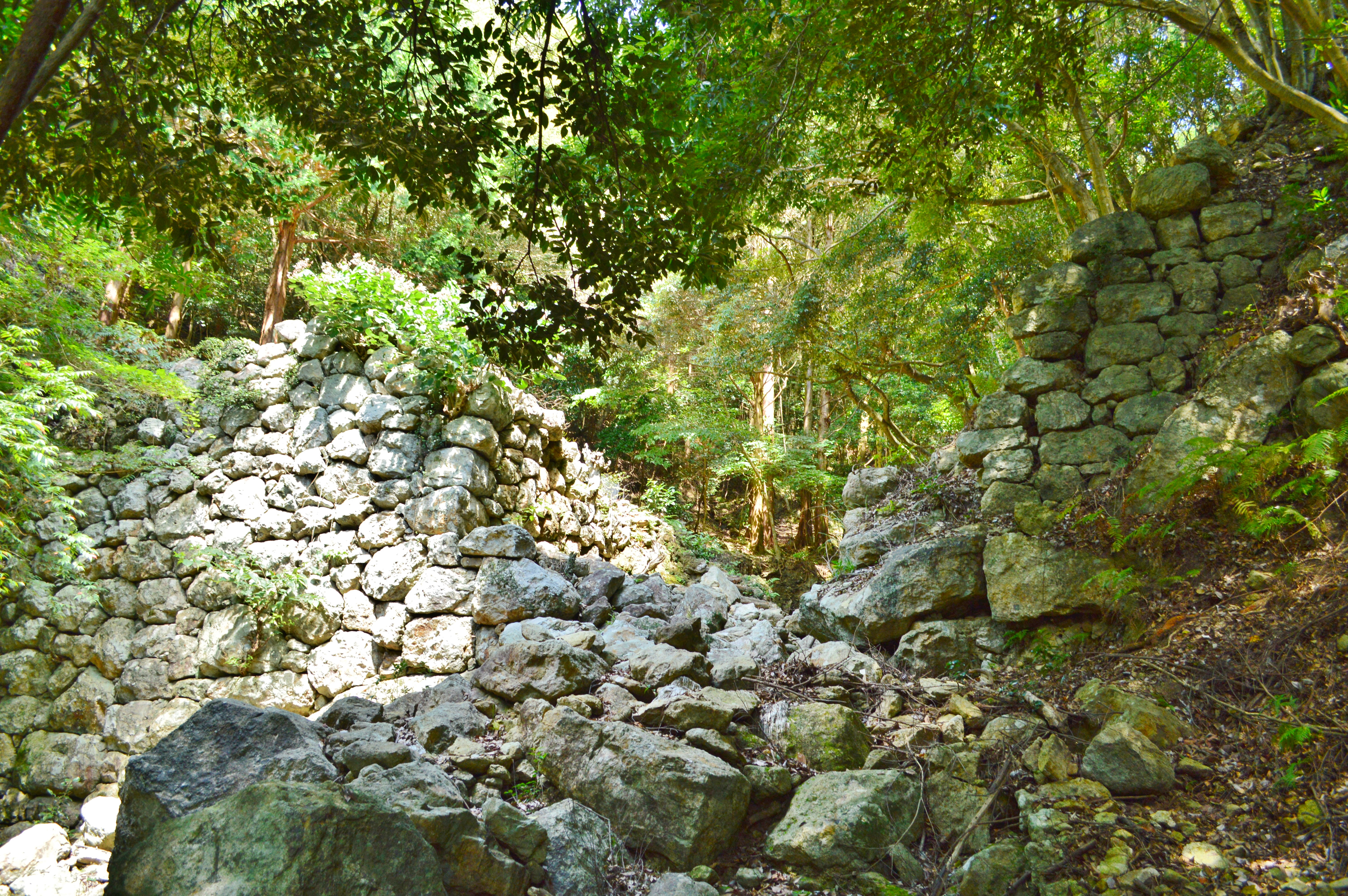
三ノ城戸

城壁に開く城門としては3ヶ所（二ノ城戸・三ノ城戸・南門）が、水門としては2ヶ所（一ノ城戸・三ノ城戸）が認められている。
一ノ城戸
城域の北東部に位置する水門遺構（北緯34度18分10.23秒 東経129度16分52.11秒 / 北緯34.3028417度 東経129.2811417度）。これまでに発掘調査は実施されていない。
城門遺構は認められないが、谷部における高石垣として構築される。ただし石垣の石材は上部が平板状の砂岩、下部が未加工の石英斑岩と明らかに異なっており、後世に修築が行われたとされる（寛政期の修築か）。南東部では張り出し（雉城）が認められ、谷部での高さは5.5メートル、張り出し部での高さは5.95メートルを測る。
二ノ城戸
城域東部、一ノ城戸の南に位置する城門遺構（北緯34度18分7.29秒 東経129度16分51.65秒 / 北緯34.3020250度 東経129.2810139度）。1999年（平成11年）以降に発掘調査・復元整備が実施されている。
門は間口1間・奥行3間で、門礎石6個が原位置を保った状態で遺存するが、上屋構造は不明（瓦の出土はなし）。門内部には石を敷き、門の前後には石段または梯子を必要とする高低差を伴う。
三ノ城戸
城域南東部、二ノ城戸の南に位置する城門遺構・水門遺構（北緯34度18分0.61秒 東経129度16分42.83秒 / 北緯34.3001694度 東経129.2785639度）。これまでに発掘調査は実施されていない。
巨岩を用いた石垣として構築されるが、現在までに大きく崩れている。門礎石3個が認められるほか、門内部には二ノ城戸同様に石を敷いたと推測される。水門は現在も機能する。
南門
城域南部、三ノ城戸の南に位置する城門遺構（北緯34度17分57.14秒 東経129度16分38.87秒 / 北緯34.2992056度 東経129.2774639度）。2003年（平成15年）に発見され、発掘調査・復元整備が実施されている。
門は間口1間・奥行3間で、門礎石8個が原位置を保った状態で遺存する。門内部には石を敷き、二ノ城戸同様に門の前後には高低差を伴う。かつては二ノ城戸・三ノ城戸の立地から金田城内へは海路での移動が想定されていたが、南門の発見によって陸路での移動可能性も示唆される。南門の東側では掘立柱建物跡2棟（いずれも1間×3間）・柵列跡が認められており、詰所・見張り所・南門守備の可能性が指摘される。
以上のほか、ビングシ山鞍部の土塁においてビングシ門が認められている（後述）。

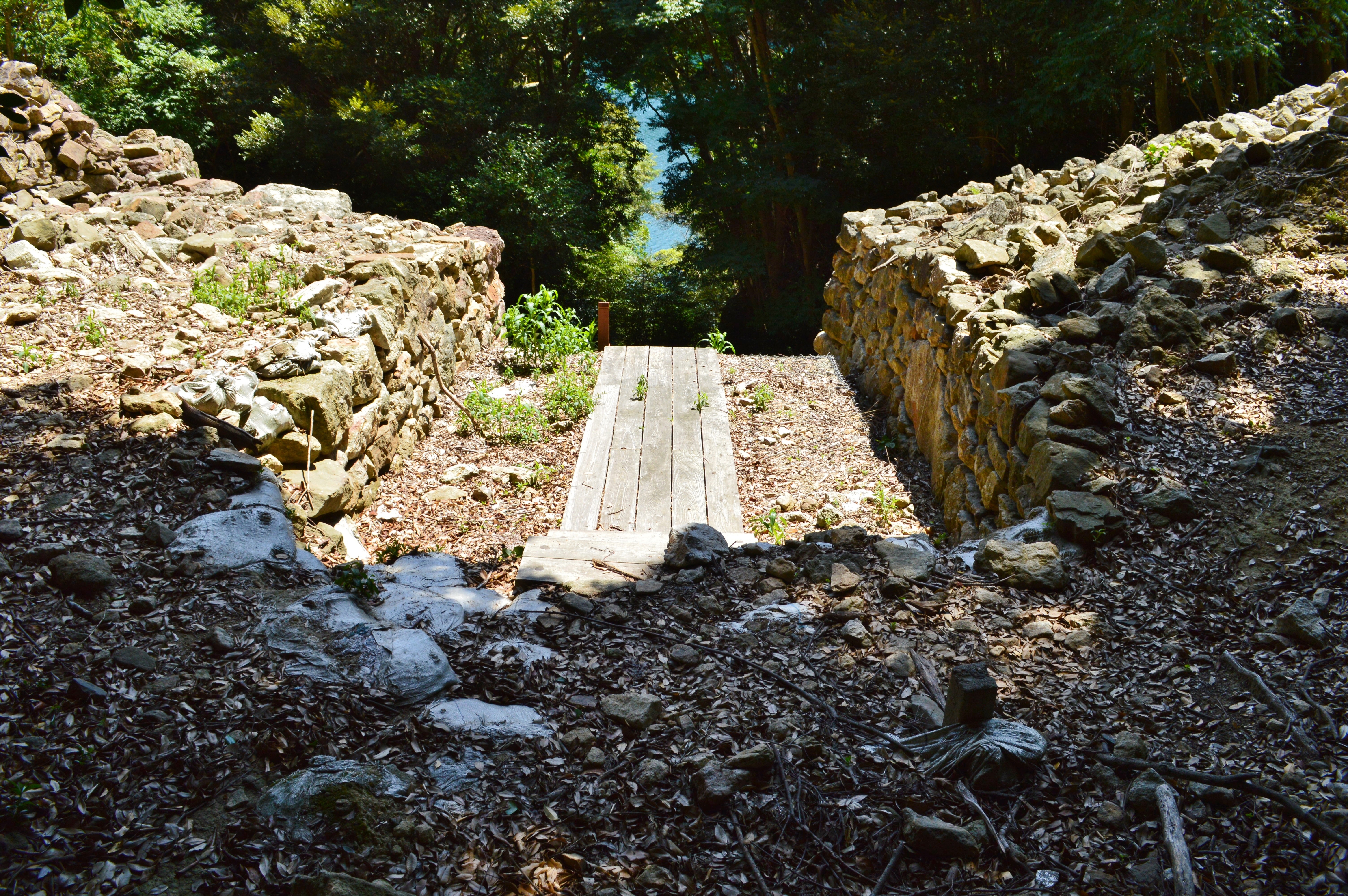
二ノ城戸（城内側）
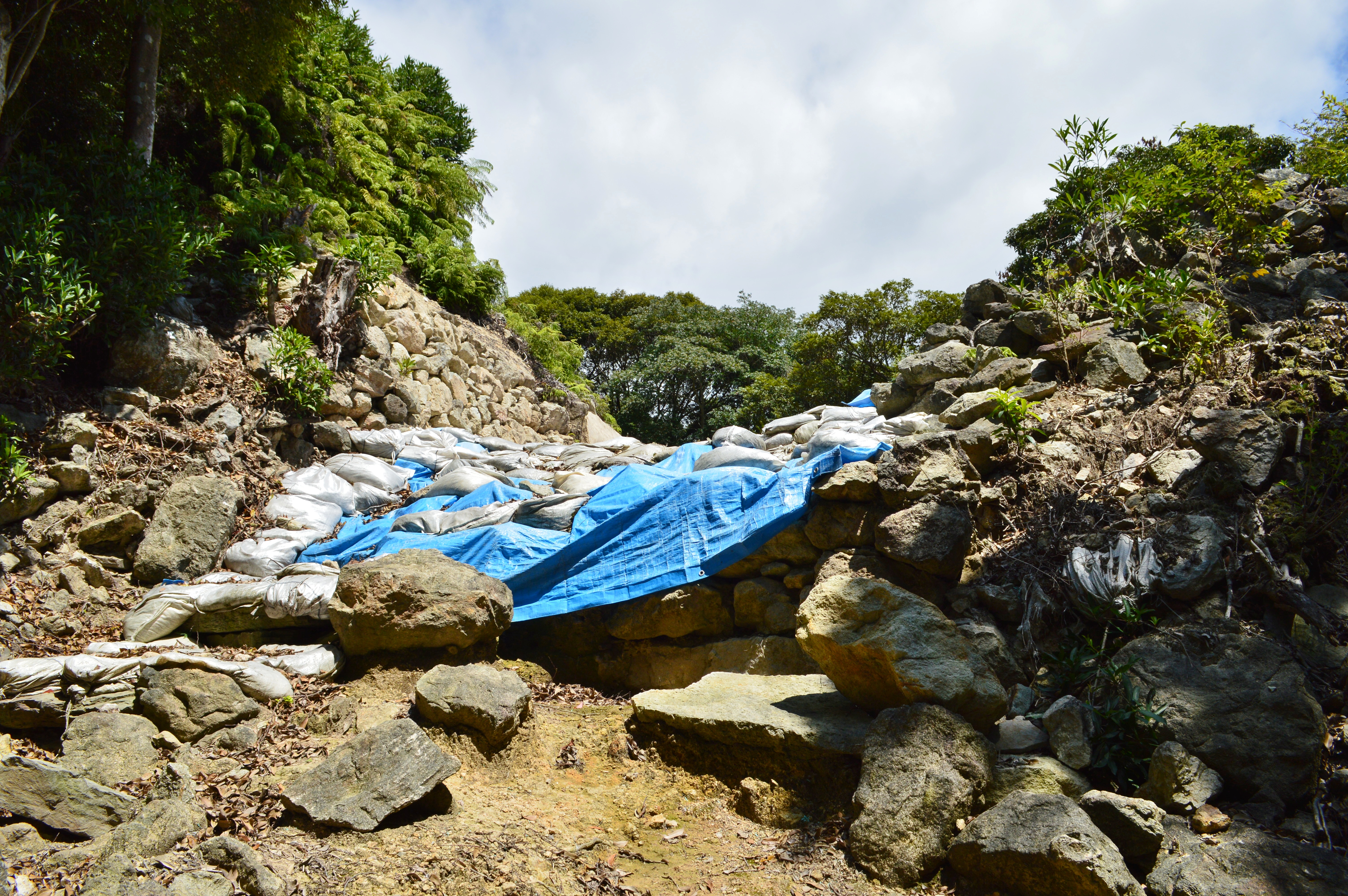
南門（城外側） 2017年時点。
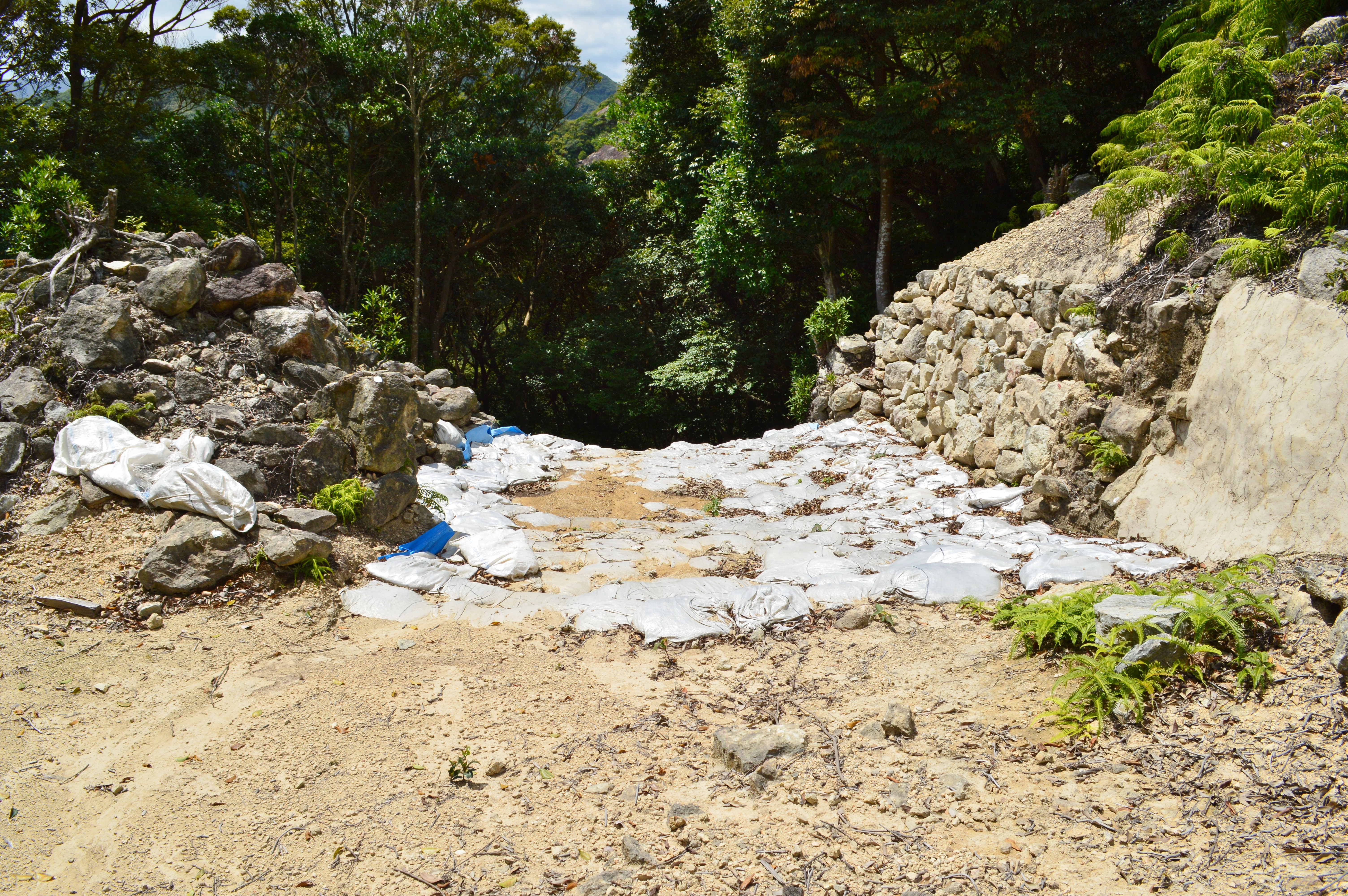
南門（城内側） 2017年時点。
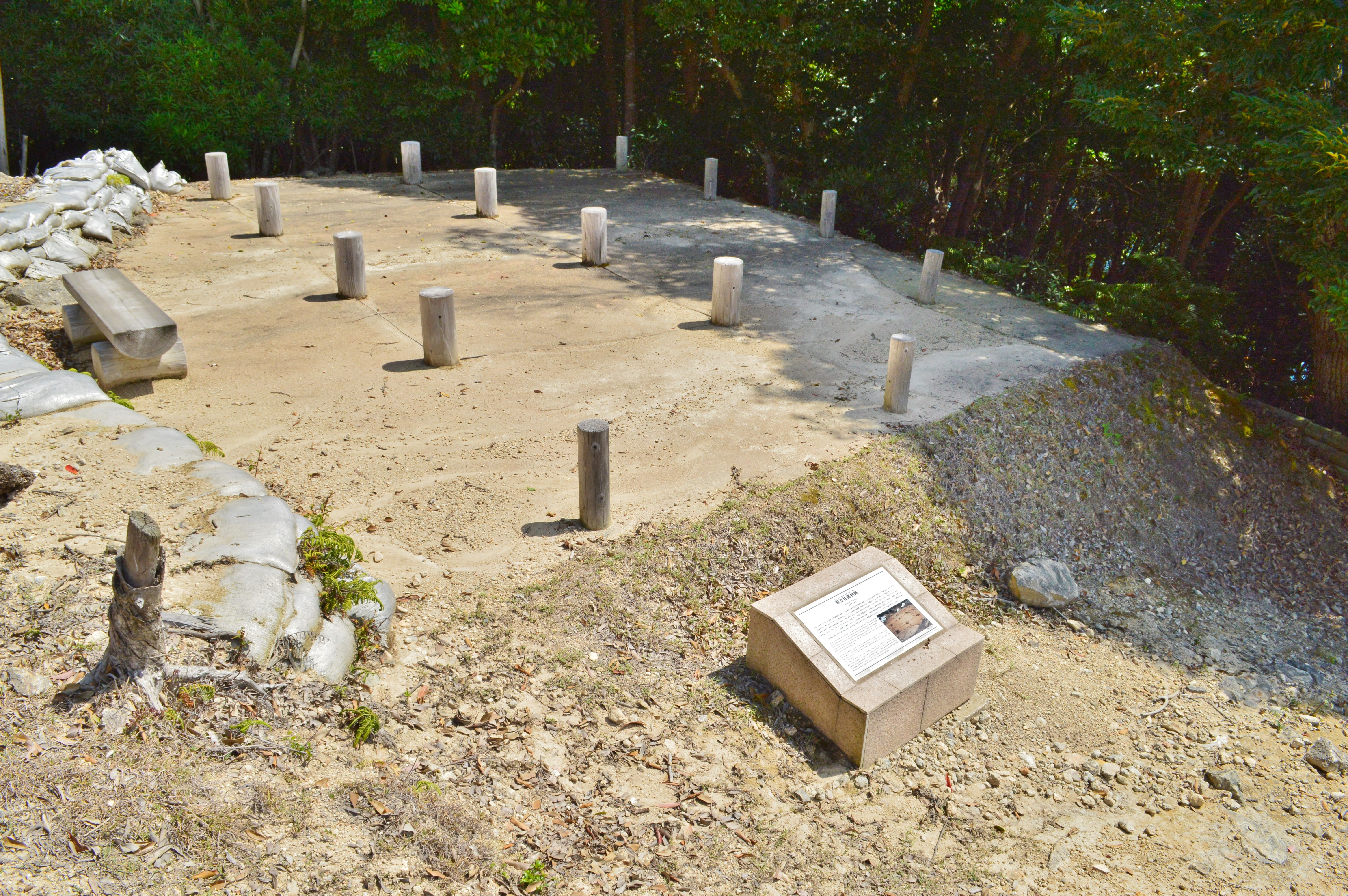
南門付近の掘立柱建物跡 建物柱8本と柵列を標示。
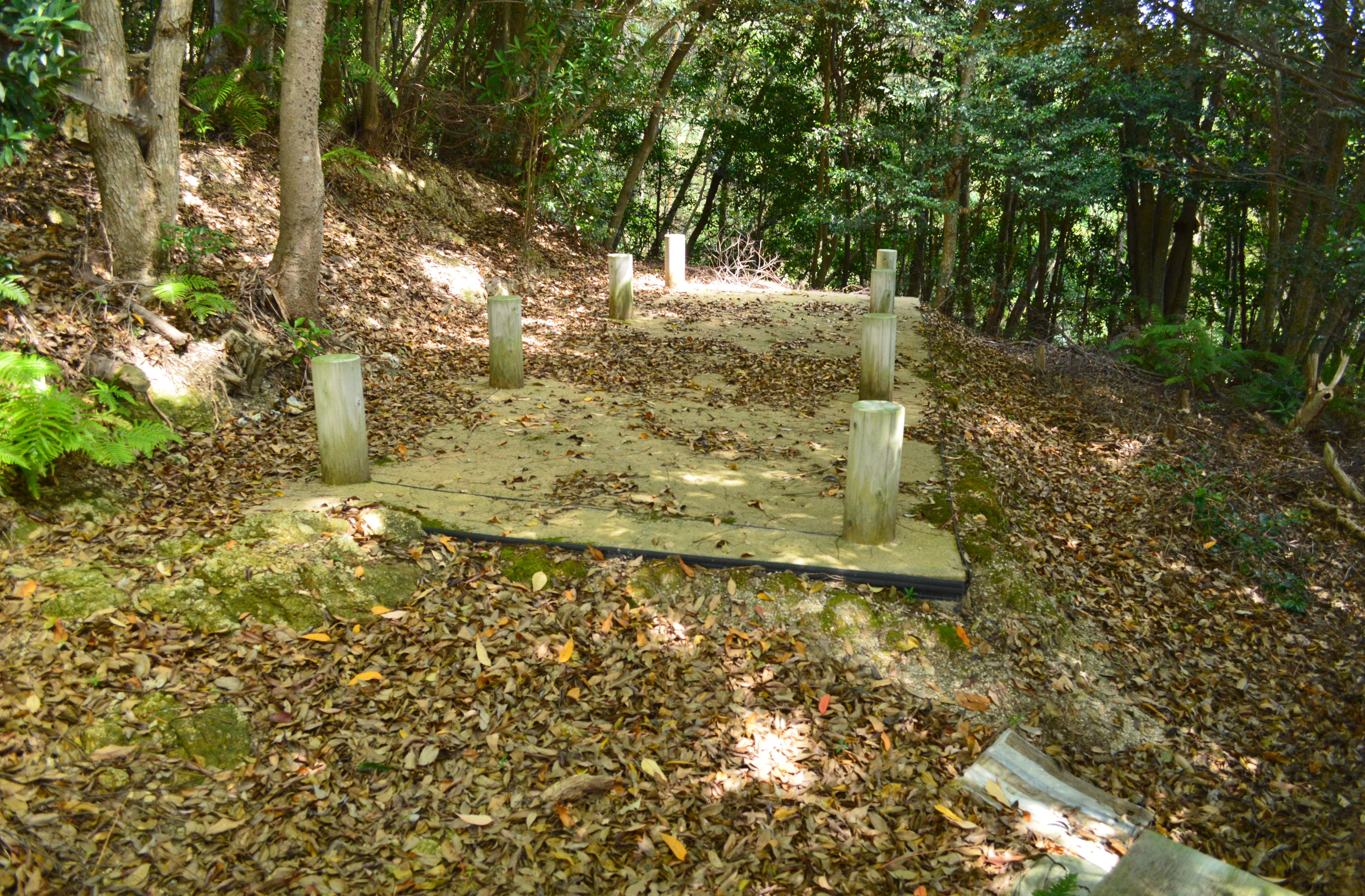
南門付近の掘立柱建物跡 建物柱8本を標示。

### ビングシ山鞍部

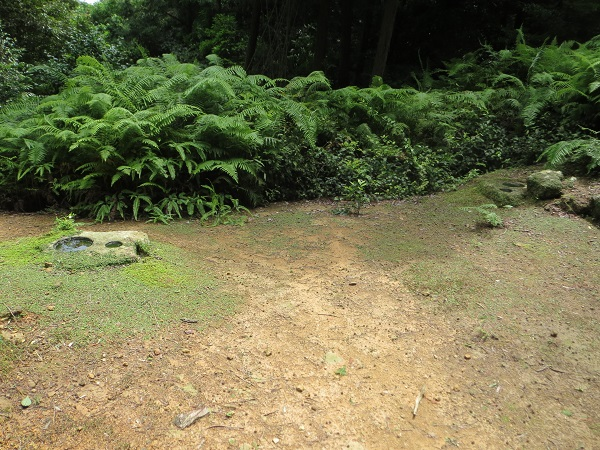
ビングシ門右は原礎石、左は複製礎石。

城山の東側、二ノ城戸と三ノ城戸の間には「ビングシ山」と称される小峰があり、ビングシ山・城山の鞍部（ビングシ山鞍部、北緯34度18分4.83秒 東経129度16分44.69秒）は金田城において中枢的機能を担ったとされる。城内では最も早く、1993年（平成5年）以降に発掘調査が実施されている。
ビングシ山鞍部は城内で最も広い約20メートル四方の平場を形成しており、これまでに門（ビングシ門）・土塁・掘立柱建物跡3棟・柵列跡が認められている。土塁（南土塁・北土塁）は鞍部を防御するように弧状に構築される。土塁の断ち割り調査では二重構造と認められており、ある時期に拡張されたことが知られる。土塁に開かれたビングシ門では石英斑岩の礎石1個が認められているが、対になる礎石は失われている（現地では複製を展示）。また掘立柱建物は1間×3間の小規模な建物であるが、炉遺構が認められており、防人の詰所・宿所の可能性が指摘される。

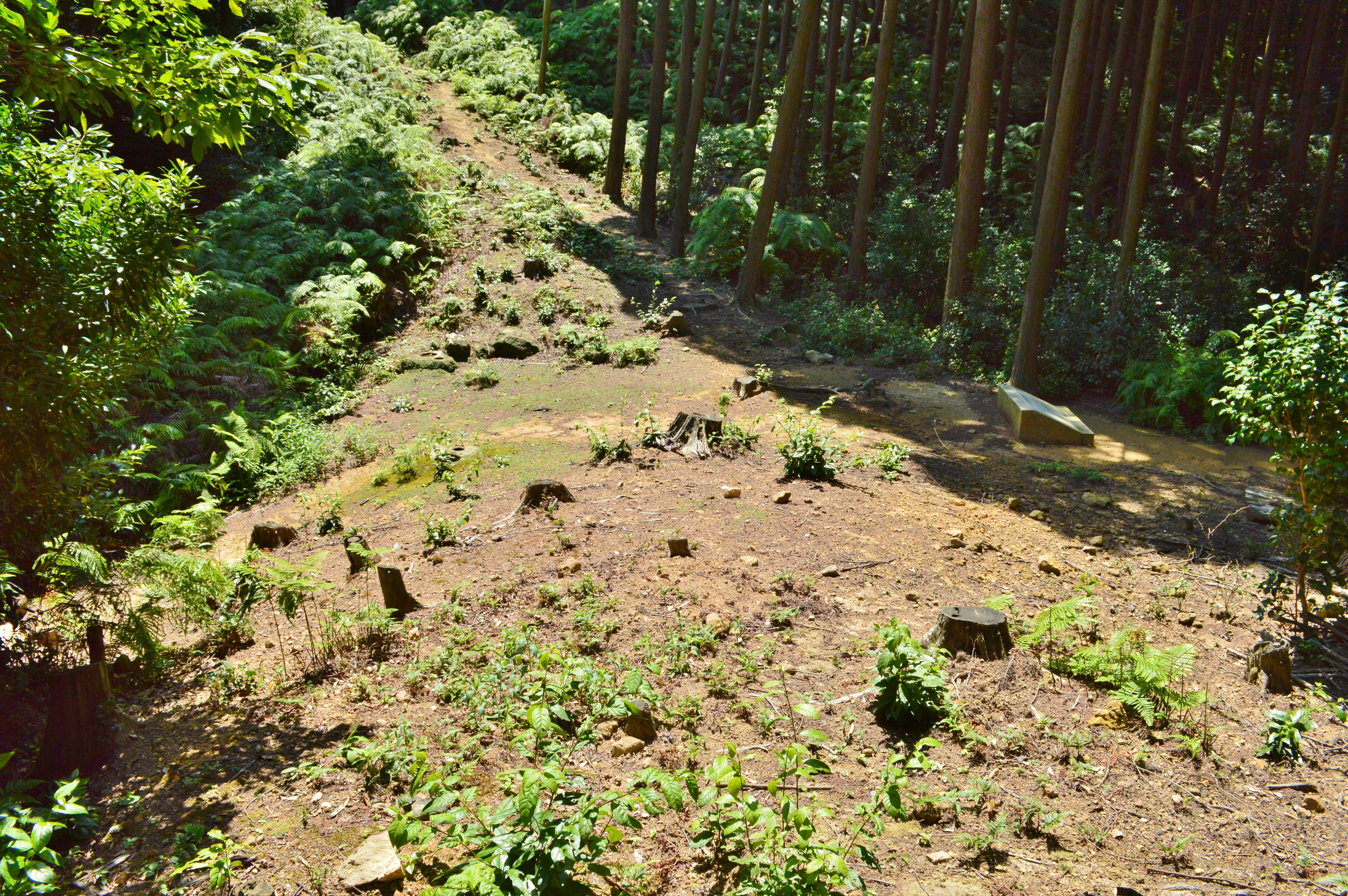
ビングシ土塁
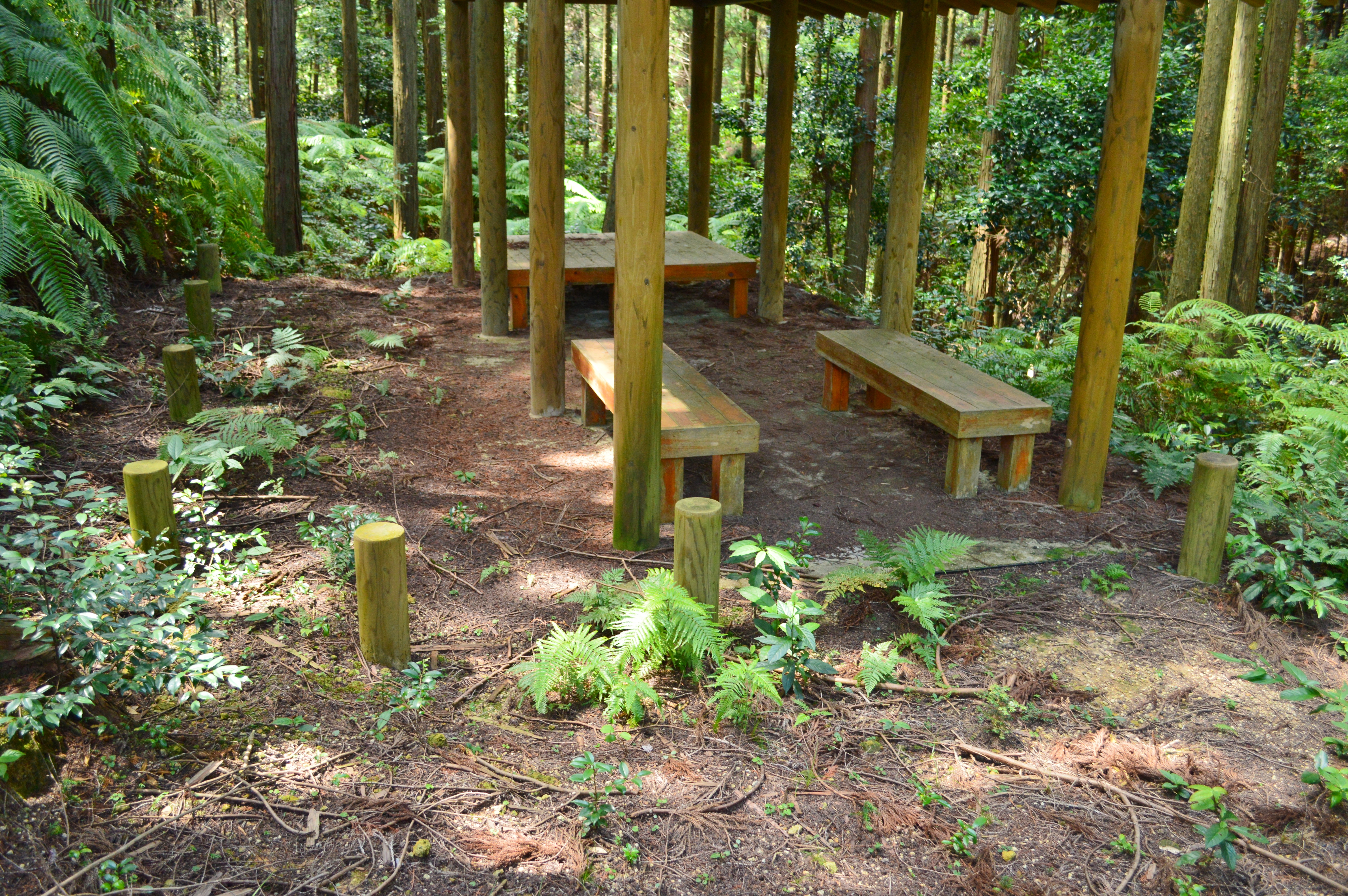
掘立柱建物跡 建物柱8本と柵列を標示（上屋は無関係）。
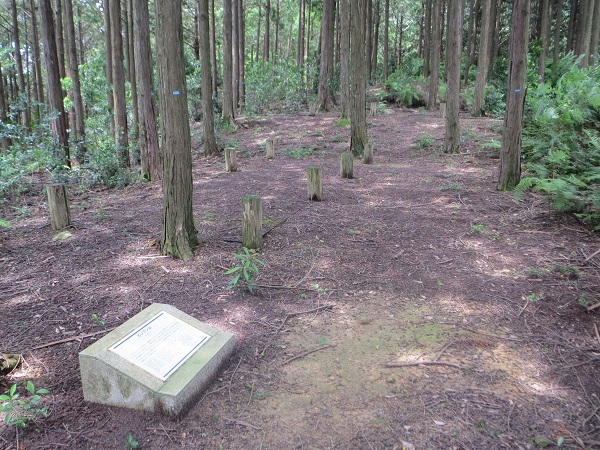
掘立柱建物跡 建物柱8本を標示。

### その他
城山山頂は「火立隈（ほたてぐま）」とも称され、その名称から烽の設置が推測されるが、遺構は検出されていない。
一ノ城戸付近には、大吉戸神社（おおきどじんじや、大吉刀神社、旧村社、北緯34度18分13.97秒 東経129度16分52.06秒）が鎮座する。金田城の鎮守として祀られたと推測され、「きど」の読みとの関連性も指摘される。『日本三代実録』貞観12年（870年）条に従五位下から従五位上に昇叙されたと見える「大吉刀神（大告刀神）」に比定する説があるほか、中世頃以降は「城八幡宮」として変遷している。

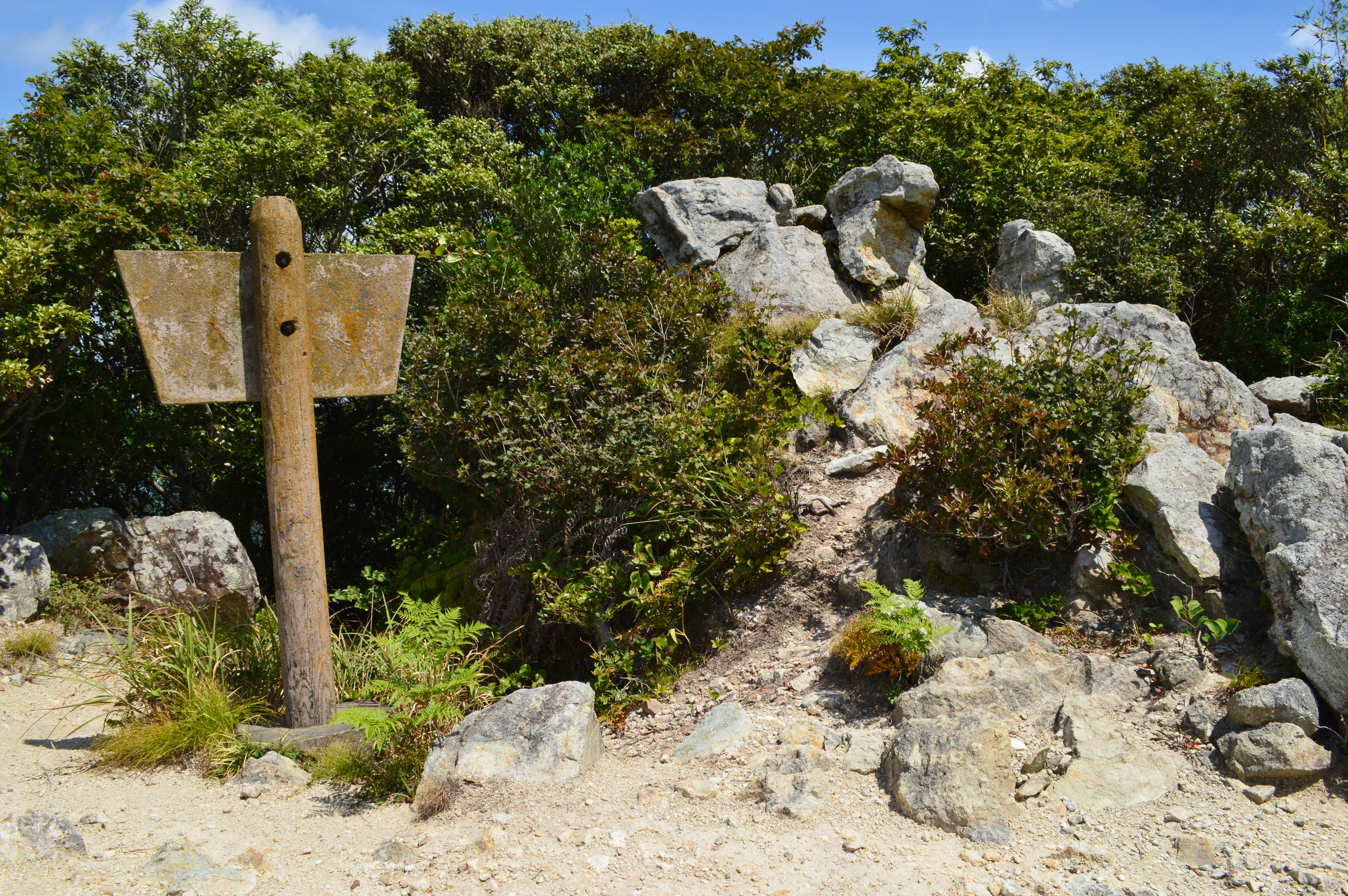
城山山頂
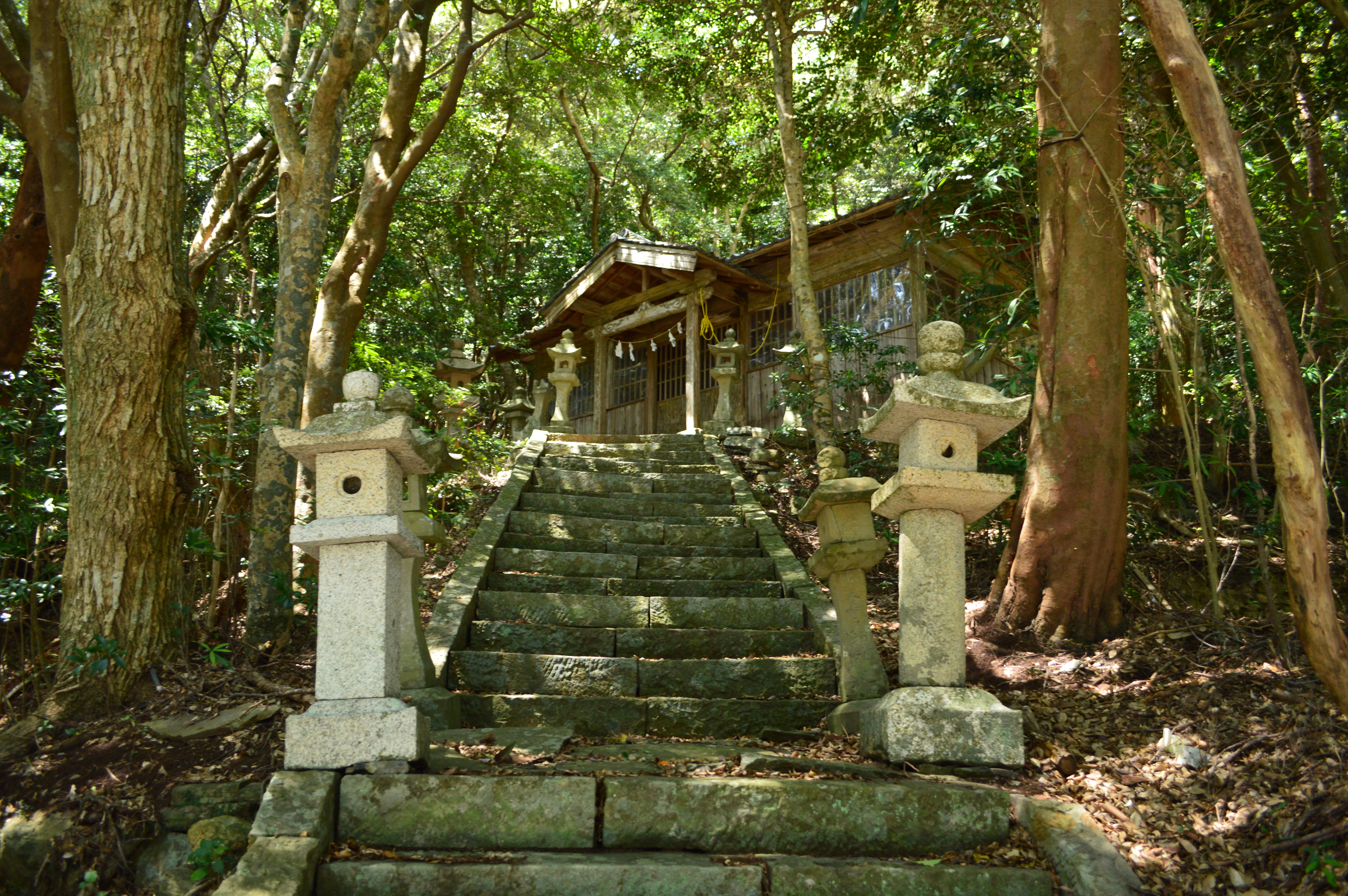
大吉戸神社
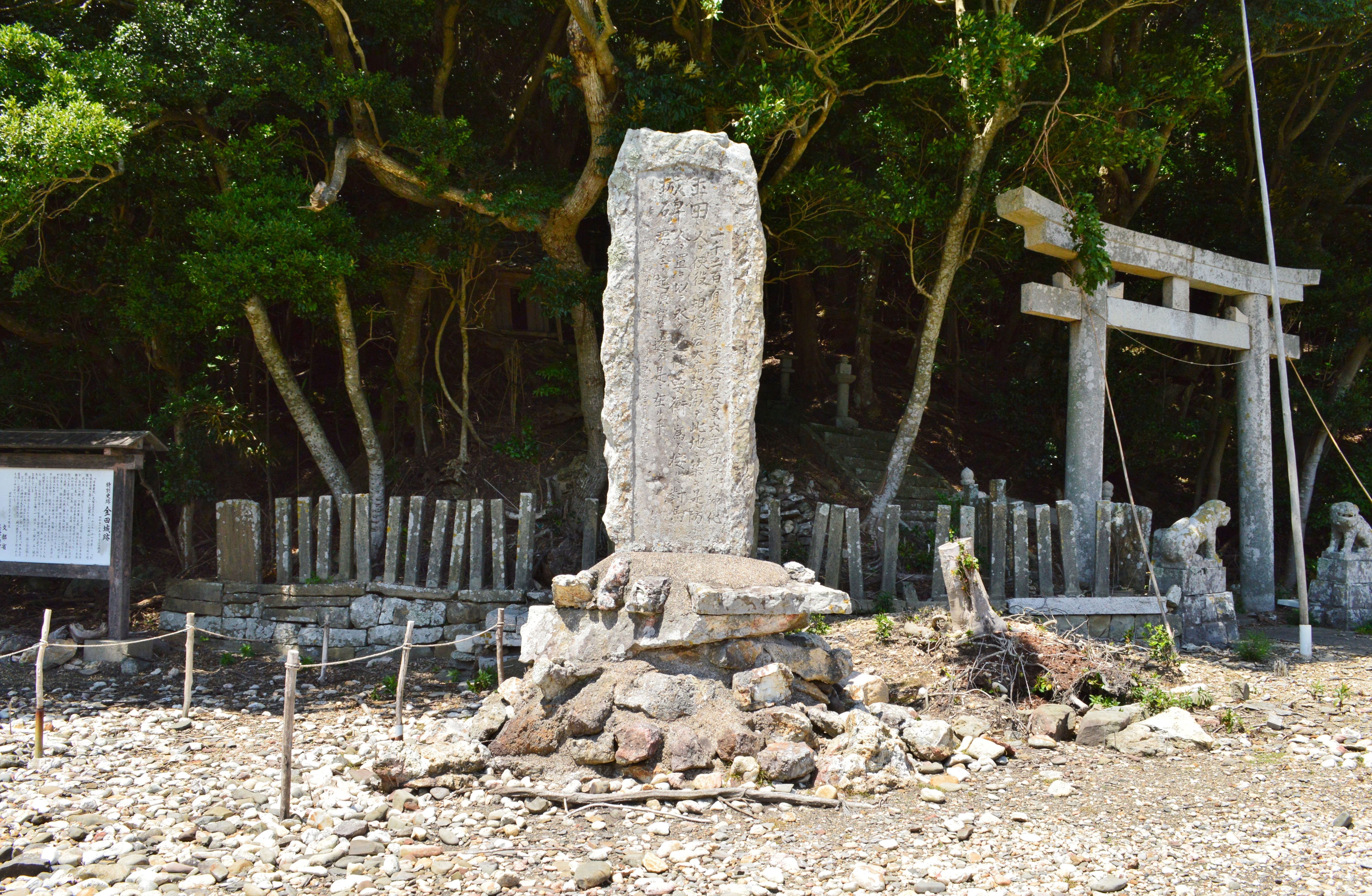
金田城跡碑

## 出土品
城域からの出土品としては須恵器・土師器・鍛冶関連異物・温石等がある。須恵器の様相によれば、金田城は7世紀中頃に築城され、7世紀末頃に修築されたと推測される。
なお、前述の大吉戸神社では城山出土という弥生時代の広形銅矛7本が伝わっており、長崎県指定有形文化財に指定されている。

## 文化財

### 国の特別史跡
- 金田城跡 - 指定範囲面積は約2.4平方キロメートル[3]。1982年（昭和57年）3月23日指定[2]。

### 関連文化財
- 大吉戸神社の広鋒青銅矛 7本 - 長崎県指定有形文化財（考古資料）。大吉戸神社に伝わる弥生時代中期後半-後期頃の銅矛。黒瀬城山出土と伝わる広形銅矛で、長さ82.6-89.2センチメートルを測る[15]。1973年（昭和48年）9月4日指定[注 2]。

## 現地情報
所在地
- 長崎県対馬市美津島町黒瀬

交通アクセス
- 車：対馬空港から城山登山口まで約20分（登山口から徒歩約40分）[16]
登山口から先は明治期の軍道が登山道として利用されている。

関連施設
- 長崎県立対馬歴史民俗資料館（対馬市厳原町今屋敷）

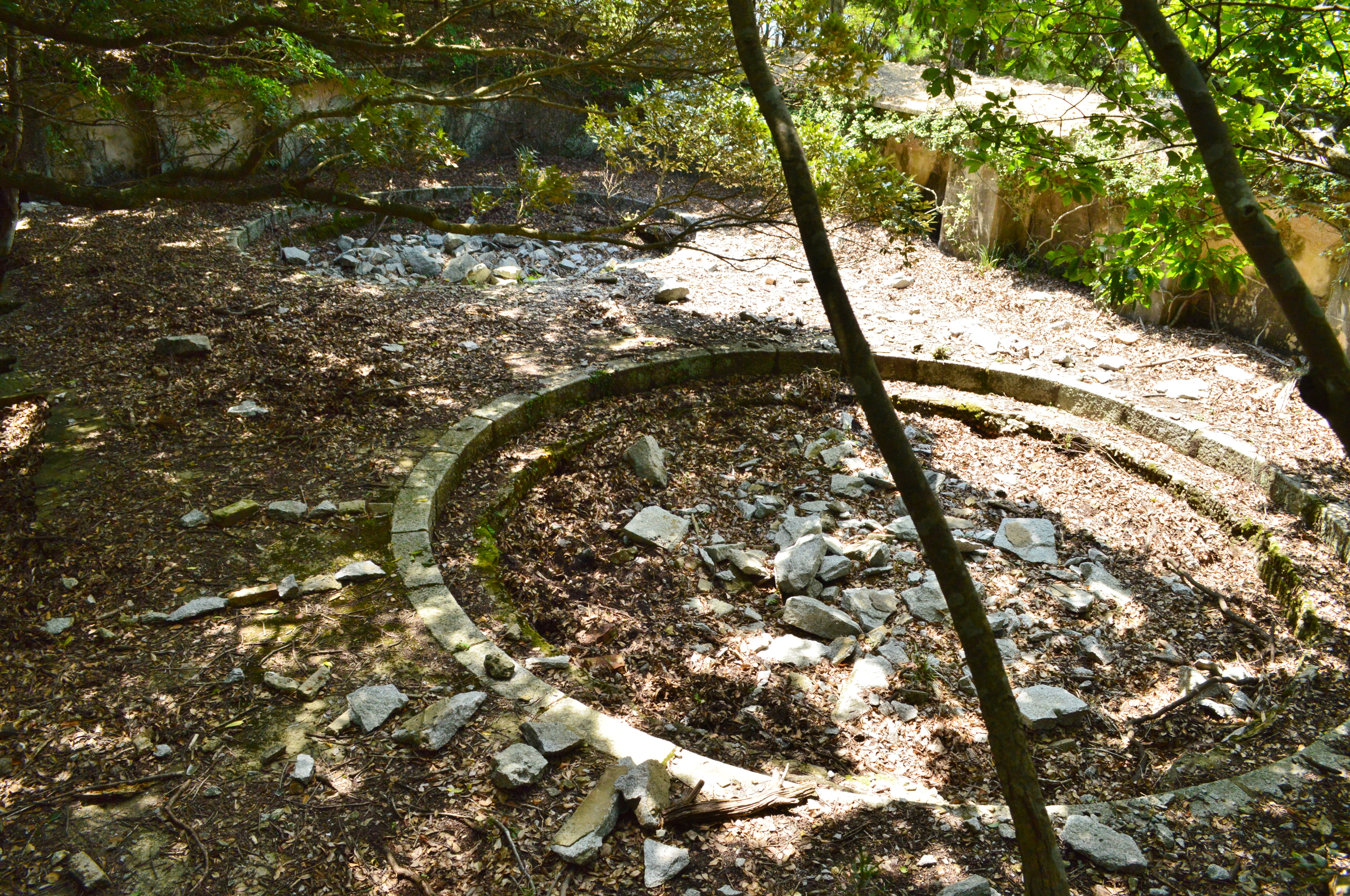
城山砲台跡

周辺
- 城山砲台
城山山頂付近に構築された砲台跡（対馬要塞の一部）。1900-1901年（明治33-34年）構築、榴弾砲4門配備[17]。
- 城山付属堡塁
城山砲台の南約1.2キロメートルに構築された付属堡塁跡（対馬要塞の一部）。1900-1901年（明治33-34年）構築、臼砲4門・野砲2門配備[17]。

## 関連文献
（記事執筆に使用していない関連文献）
- 旧美津島町・対馬市発行
  - 『特別史跡金田城跡 -保存管理計画策定書-（美津島町文化財調査報告書 第4集）』美津島町教育委員会、1982年。
  - 『特別史跡金田城跡環境整備基本計画』美津島町教育委員会、2002年。
  - 『古代山城 特別史跡金田城跡III -特別史跡金田城跡保存修理事業に伴う発掘調査報告書概報（南門）-（対馬市埋蔵文化財調査報告書 第5集）』対馬市教育委員会、2008年。
  - 『古代山城 特別史跡金田城跡IV -金田城跡保存整備事業に伴う発掘調査報告書「二ノ城戸」-（対馬市埋蔵文化財調査報告書 第6集）』対馬市教育委員会、2011年。
- その他
  - 永留久恵「対馬国金田城」『対馬古代史論集』名著出版、1991年。
  - 古門雅高「金田城跡」『東アジア考古学辞典』東京堂出版、2007年。ISBN 978-4490107128。
  - 田中淳也「金田城跡の調査結果について -調査内容と今後の課題-」『鞠智城とその時代2 -平成14~21年度「館長講座」の記録- (PDF)』熊本県立装飾古墳館分館歴史公園鞠智城・温故創生館、2014年。